# Medkrajevna avtobusna linija št. 48 (LPP)
Medkrajevna avtobusna linija številka 48 Ljubljana – Brezovica – Vrhnika – Logatec (področje Vrhnika) je ena izmed frekventnejših linij v ljubljanskem javnem medkrajevnem potniškem prometu. Povezuje prestolnico z jugozahodnimi predmestnimi naselji na obrobju ljubljanskega barja (Brezovica in Vrhnika) ter nekatere logaške predele (Dolenji in Gorenji Logatec, Čevica, Blekova vas, Brod, Tabor) in kraje v Občini Logatec (Kalce in Grčarevec).
Skupna dolžina linije je 34 kilometrov, čas vožnje avtobusov znaša 44 minut (podaljšek do Grčarevca znaša 4 kilometre oz. 6 minut voznega časa).

## Zgodovina
Avtobusi na tej liniji so dolga leta obratovali le do Gorenjega Logatca. Zaradi številnih novih individualnih hišnih gradenj in povečanega števila prebivalcev so v začetku 90. letih 20. stoletja nekateri najobremenjenejši odhodi že pričeli obratovati do Kalc. Z vzpostavitvijo avtobusnega parkirišča in obračališča v tem kraju so sčasoma pričela vsa vozila obratovati na podaljšani trasi, pri čemer so bili odhodi avtobusov še vedno vezani na postajališče v Gorenjem Logatcu. 
Zaradi povečanega in zgoščenega avtomobilskega prometa zlasti v jutranji prometni konici na stari cesti Vrhnika - Dolgi most so bili nekateri jutranji odhodi z Vrhnike preusmerjeni na vzporedno avtocesto, s čimer je bil potnikom omogočen hitrejši prihod v prestolnico. Junija 2007 pa so na dolgoletno željo prebivalcev in občine nekaj odhodov dnevno iz Kalc podaljšali še do kraja Grčarevec (sprva tudi ob sobotah, a so jih zaradi premajhnega števila potnikov ukinili). 
Zaradi upada števila prepeljanih potnikov so bile predtem ukinjene tudi vse popoldanske vožnje ob nedeljah, v zadnjih letih pa zaradi istega vzroka določene manj obremenjene odhode združujejo z linijo 47. Ker trasi obeh linij iz Ljubljane do Vrhnike potekata po istih cestah, avtobusi ustavljajo na vseh postajališčih linije 47 in nato nadaljujejo vožnjo preko Logatca do Kalc.

## Trasa
- smer Ljubljana – Logatec – Kalce – Grčarevec: Trg OF (Avtobusna postaja) - Tivolska cesta - Bleiweisova cesta - Tržaška cesta (Ljubljana) - Tržaška cesta (Brezovica) - Vrhniška cesta - Ljubljanska cesta (Dragomer) - Loška cesta - cesta 409 - Drenov Grič - cesta 409 - Ljubljanska cesta (Vrhnika) - Tržaška cesta (Vrhnika) - cesta 409 - Tržaška cesta (Logatec) - Kalce - cesta 409 - Grčarevec.
- smer Grčarevec – Kalce – Logatec – Ljubljana: Grčarevec - cesta 409 - Kalce - Tržaška cesta (Logatec) - cesta 409 - Tržaška cesta (Vrhnika) - Ljubljanska cesta (Vrhnika) - cesta 409 - Drenov Grič - cesta 409 - Loška cesta - Ljubljanska cesta (Dragomer) - Vrhniška cesta - Tržaška cesta (Brezovica) - Tržaška cesta (Ljubljana) - Bleiweisova cesta - Tivolska cesta - Trg OF (Avtobusna postaja).

## Režim obratovanja
Linija obratuje ob delavnikih in sobotah, in sicer od ponedeljka do petka od 4.35 do 22.20, ob sobotah od 5.25 do 15.00. Najpogosteje avtobusi obratujejo ob delavniških prometnih konicah. Ob nedeljah in praznikih linija ne obratuje. 

### Preglednice časovnih presledkov
| čas           | interval v minutah |
| ------------- | ------------------ |
| 4.35 - 7.05   | 20                 |
| 7.05 - 8.20   | 40                 |
| 8.20 - 13.00  | 60                 |
| 13.00 - 14.00 | 40                 |
| 14.00 - 15.00 | 20                 |
| 15.00 - 16.00 | 30                 |
| 16.00 - 22.20 | 60                 |

| čas           | interval v minutah |
| ------------- | ------------------ |
| 5.25 - 8.00   | 50-105             |
| 8.00 - 11.30  | -                  |
| 11.30 - 15.00 | 75-135             |

- Vozni red linije: